# راي بلومفيلد
راي بلومفيلد (بالإنجليزية: Ray Bloomfield)‏ (15 أكتوبر 1944 في المملكة المتحدة - ) هو لاعب كرة قدم بريطاني في مركز الهجوم. لعب مع أستون فيلا ونادي أرسنال ودالاس تورنايدو وأتلانتا تشيفز.

## وصلات خارجية
- راي بلومفيلد على موقع قاعدة بيانات كرة القدم.إي يو (الإنجليزية)